# Équipe d'Allemagne de l'Est de football en 1959
Il s'agit des matchs de la sélection est-allemande au cours de l'année 1959.

## Matchs et résultats
| Match amical                                | Indonésie     | 2 – 2   | Allemagne de l'Est       | Stade Senayan Main, Djakarta                              |                                                           |
| 11 février 1959 · Historique des rencontres | Saari 39e 44e | (2 - 0) | 53e Wirth · 78e R. Ducke | Spectateurs : 40 000 Arbitrage : M. Ferguson ( Singapour) | Spectateurs : 40 000 Arbitrage : M. Ferguson ( Singapour) |

| Match amical                             | Allemagne de l'Est | 0 – 1   | Hongrie    | Stade Heinz-Speyer, Dresde                               |                                                          |
| 1er mai 1959 · Historique des rencontres |                    | (0 - 0) | 59e Göröcs | Spectateurs : 50 000 Arbitrage : M. Gulliksen ( Norvège) | Spectateurs : 50 000 Arbitrage : M. Gulliksen ( Norvège) |

| Huitièmes de finale (aller) Euro 1960    | Allemagne de l'Est | 0 – 2   | Portugal                 | Stade Walter-Ulbricht, Berlin-Est                                |                                                                  |
| 21 juin 1959 · Historique des rencontres |                    | (0 - 1) | 12e Matateu · 67e Coluna | Spectateurs : 40 000 Arbitrage : M. Obtulovic ( Tchécoslovaquie) | Spectateurs : 40 000 Arbitrage : M. Obtulovic ( Tchécoslovaquie) |

| Huitièmes de finale (retour) Euro 1960   | Portugal                   | 3 – 2   | Allemagne de l'Est   | Estádio das Antas, Porto                                   |                                                            |
| 28 juin 1959 · Historique des rencontres | Coluna 45e 62e · Cavem 68e | (1 - 0) | 47e Vogt · 72e Kohle | Spectateurs : 35 000 Arbitrage : M. Gardeazabal ( Espagne) | Spectateurs : 35 000 Arbitrage : M. Gardeazabal ( Espagne) |

| Match amical                             | Allemagne de l'Est     | 2 – 1   | Tchécoslovaquie | Stade central, Leipzig                                            |                                                                   |
| 12 août 1959 · Historique des rencontres | Schröter ? · Franz 44e | (2 - 0) | 53e Kadraba     | Spectateurs : 90 000 Arbitrage : M. Latyschev ( Union soviétique) | Spectateurs : 90 000 Arbitrage : M. Latyschev ( Union soviétique) |

| Match amical                                 | Finlande                                  | 3 – 2   | Allemagne de l'Est       | Stade olympique, Helsinki                              |                                                        |
| 6 septembre 1959 · Historique des rencontres | Pahlman 31e · Hiltunen 45e · Rosqvist 47e | (2 - 2) | 14e Franz · 38e Schröter | Spectateurs : 10 000 Arbitrage : M. Hansen ( Danemark) | Spectateurs : 10 000 Arbitrage : M. Hansen ( Danemark) |